# The Hunter (album Mastodon)
The Hunter – piąty album studyjny amerykańskiej grupy muzycznej Mastodon. Wydawnictwo ukazało się 27 września 2011 roku nakładem wytwórni muzycznej Reprise Records. Nagrania były promowane teledyskami do utworów "Curl Of The Burl", "Black Tongue" i "Dry Bone Valley".
Nagrania zostały zarejestrowane w Sound City Studios w Van Nuys w stanie Kalifornia oraz w Doppler Studios w Atlancie w stanie Georgia. Miksowanie odbyło się w Seismic Audio Lab w Van Nuys w stanie Kalifornia. Natomiast mastering został wykonany w Sterling Sound w Nowym Jorku.
Album dotarł do 10. miejsca listy Billboard 200 w Stanach Zjednoczonych sprzedając się w nakładzie 39 tys. egzemplarzy w przeciągu tygodnia od dnia premiery.

## Lista utworów
Opracowano na podstawie materiału źródłowego.
1. "Black Tongue" – 3:27
2. "Curl of the Burl" – 3:40
3. "Blasteroid" – 2:35
4. "Stargasm" – 4:39
5. "Octopus Has No Friends" – 3:48
6. "All the Heavy Lifting" – 4:31
7. "The Hunter" – 5:17
8. "Dry Bone Valley" – 3:59
9. "Thickening" – 4:30
10. "Creature Lives" – 4:41
11. "Spectrelight" – 3:09
12. "Bedazzled Fingernails" – 3:08
13. "The Sparrow" – 5:30
14. "The Ruiner" – 3:11 (edycja itunes)
15. "Deathbound" – 2:48 (edycja itunes)

## Twórcy
Opracowano na podstawie materiału źródłowego.
| Zespół Mastodon w składzie - Troy Sanders - wokal, gitara basowa - Brann Dailor - perkusja, wokal - Brent Hinds - wokal, gitara elektryczna - Bill Kelliher - gitara elektryczna, wokal |  | Inni - Mike Elizondo - produkcja, miksowanie - Ted Jensen - mastering - Scott Kelly (Neurosis) - gościnnie wokal, dodatkowy tekst w "Spectrelight" i "Bedazzled Fingernails" - Rich Morris - gościnnie syntezator i keyboard w "Stargasm" - Will Raines - gościnnie syntezator i keyboard w "The Sparrow" i "The Hunter" - Dave Palmer - gościnnie syntezator i keyboard w "Creature Lives" |